# Paltothemis
Paltothemis es un género odonatos de la familia de las libélulas rayadoras (Libellulidae).

## Especies
- Paltothemis cyanosoma Garrison, 1982
- Paltothemis lineatipes Karsch, 1890
- Paltothemis nicolae Hellebuyck, 2002